# Ermita de la Virgen del Castillo (Vilvestre)
La ermita de la Virgen del Castillo de Vilvestre es una pequeña ermita de estilo barroco, y se sitúa junto a las ruinas del castillo, del pueblo de Vilvestre, en la provincia de Salamanca. 

## Descripción
Dicha iglesia se encuentra ubicada en lo alto del cerro que domina el pueblo.
En esta ermita llama la atención que el retablo es de granito, lo que posiblemente sea debido a la orden que dio el rey Carlos III de prohibir la tala de árboles puesto que la fabricación de este retablo coincide con su reinado. En dicho retablo a los lados de la Virgen se encuentran dos imágenes que corresponden a San Joaquín y a Santa Ana, los padres de la Virgen, y la parte inferior alberga las imágenes de un niño Jesús, San Antonio Abad y San Mauro. 
En el resto de la ermita se pueden apreciar arcos de medio punto apoyados en pilastras, el coro se sitúa a los pies de la espadaña y luce una hermosa barandilla en forja.
Junto a la ermita se ubica el cementerio parroquial de Vilvestre.

## Virgen del Castillo

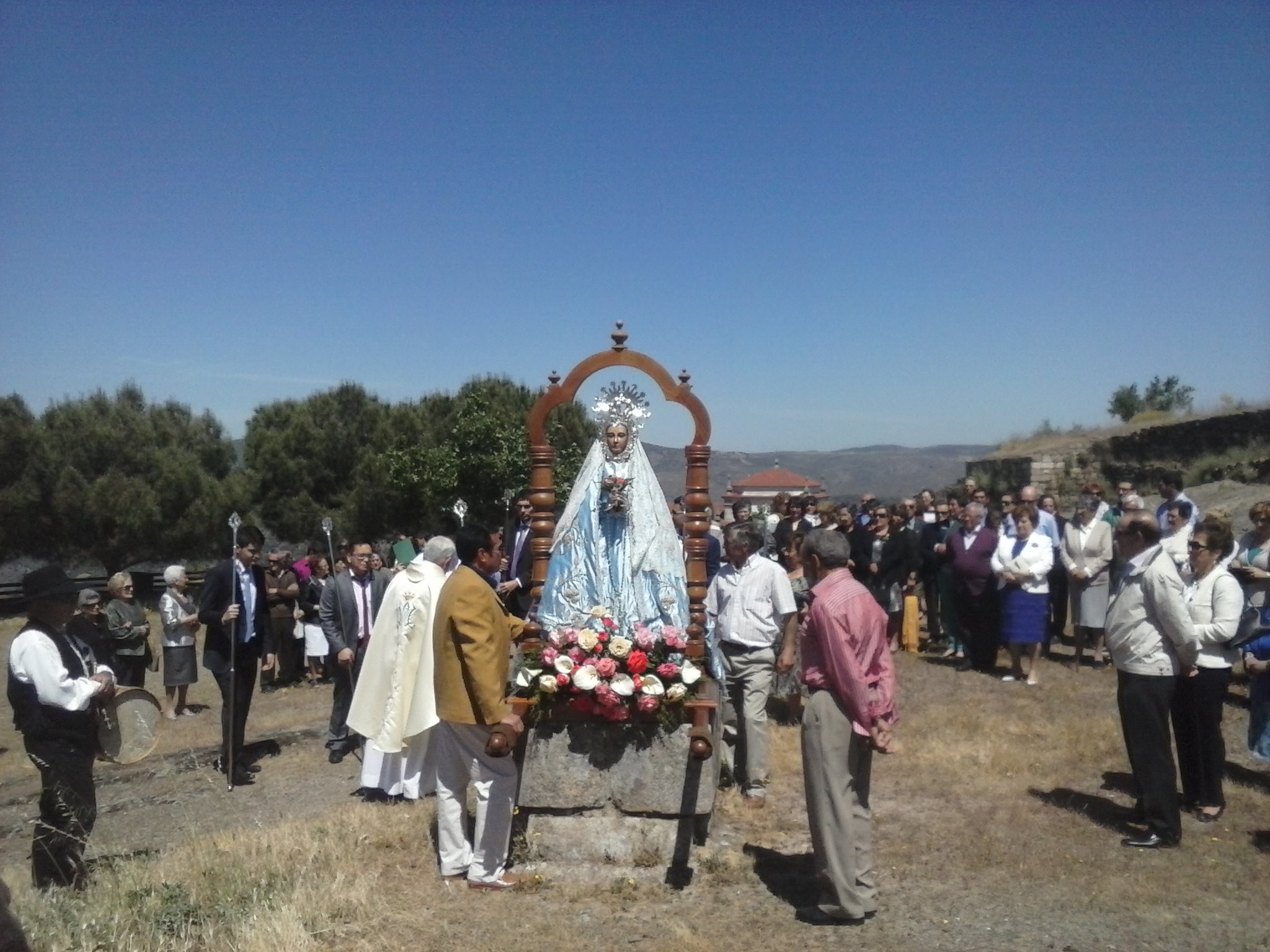
Bendición de campos celebrada en Vilvestre el 17 de mayo de 2014

La Virgen del Castillo es una advocación mariana que se venera como patrona en el pueblo de Vilvestre.
A lo largo del año se celebran una serie de festividades en su honor.
- El 17 de mayo o el sábado más próximo, se celebra una misa en honor de la Virgen, tras la cual los habitantes del pueblo acompañan a la imagen hasta lo alto del cerro del Castillo, desde donde se procede a la bendición de campos.
- El lunes de las fiestas del toro de agosto (el lunes posterior al penúltimo sábado de agosto), se ofrece una misa en honor a los emigrantes hijos del pueblo. Posteriormente se procede a la bajada de la imagen de la Virgen desde la ermita hasta la Iglesia de Nuestra Señora de la Asunción.
- El 8 de septiembre se celebra en la mañana una misa en la Iglesia Parroquial en su honor, en la tarde se oficia un rosario en el que se produce el relevo de los mayordomos y mayordomas de la Virgen, y la subida de la imagen de la Virgen a la Ermita donde permanecerá el resto del año

## Galería de imágenes
|  |  |  |